# Torben Stentoft
Torben Stentoft (født 12. marts 1956 i Ulsted) er forhenværende direktør for Rigshospitalet. Han tiltrådte 1. april 2009.  og fratrådte ved udgangen af 2014.
Stentoft er uddannet cand.scient.pol. fra Aarhus Universitet og begyndte sin karriere i sundhedsvæsenet i 1985, da han blev ansat i Amtsrådsforeningen sygehuskontor. Efter at være blevet kontorchef samme sted, blev han i 1993 direktør for Roskilde Amts Sygehus i Køge. Fra 1996 til 2009 var han direktør for Hvidovre Hospital.
Han er bosiddende på Amager, gift og far til tre.